# Helig, helig är du, Herre
Helig, helig är du, Herre är en psalm med musik skriven av Ingmar Johánsson.

## Publicerad i
- Psalmer och Sånger 1987 som nummer 861 under rubriken "Psaltarpsalmer och andra sånger ur Bibeln".[1]